# Dolsk
Dolsk (deutsch Dolzig) ist eine Stadt im Powiat Śremski der Woiwodschaft Großpolen in Polen. Sie ist Sitz der gleichnamigen Stadt-und-Land-Gemeinde mit 5908 Einwohnern (Stand 31. Dezember 2020).

## Geschichte

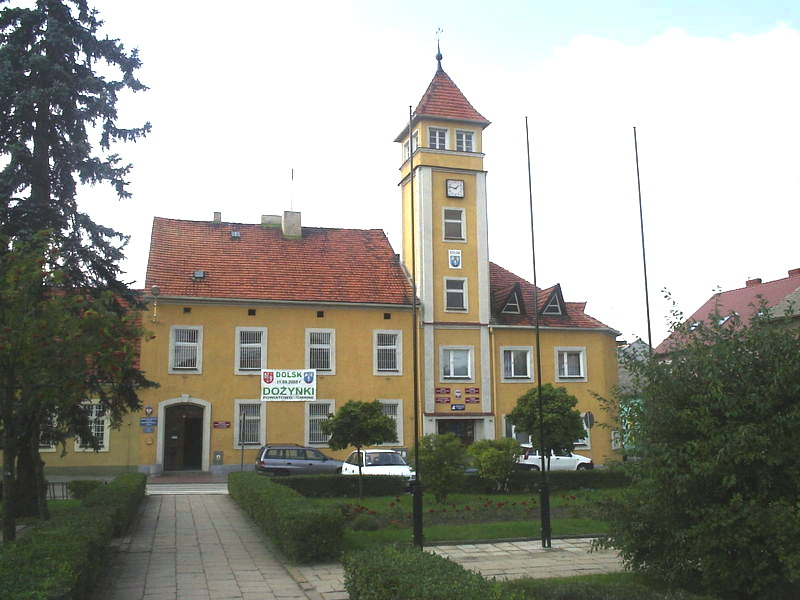
Das Rathaus

Die erste urkundliche Erwähnung des heutigen Dolsk stammt aus dem Jahr 1136 als ein Marktflecken namens Dolzco erwähnt wurde. 1359 erhielt Dolsk von Kasimir der Große Stadtrecht. Bei der Zweiten Polnischen Teilung wurde die Stadt Teil Preußens. 1807 wurde der Ort kurzzeitig Teil des Herzogtums Warschau, bevor er 1815 als Dolzig wieder Teil Preußens wurde. Die Bevölkerung bestand überwiegend aus Polen; 1848 setzten die Polen in Dolzig den von der preußischen Regierung eingesetzten Bürgermeister ab. Nach Ende des Ersten Weltkrieges wurde der Ort Teil des wiederentstandenen Polens. Im September 1939 wurde der Dolsk, wie ganz Polen, von der Wehrmacht besetzt. Nach Ende des Zweiten Weltkrieges wurde die Stadt wieder Teil Polens.

## Gemeinde
Zur Stadt-und-Land-Gemeinde (gmina miejsko-wiejska) Dolsk mit einer Fläche von 124,5 km² gehören die Stadt selbst und 19 Dörfer mit Schulzenämtern.